# Mark Streit

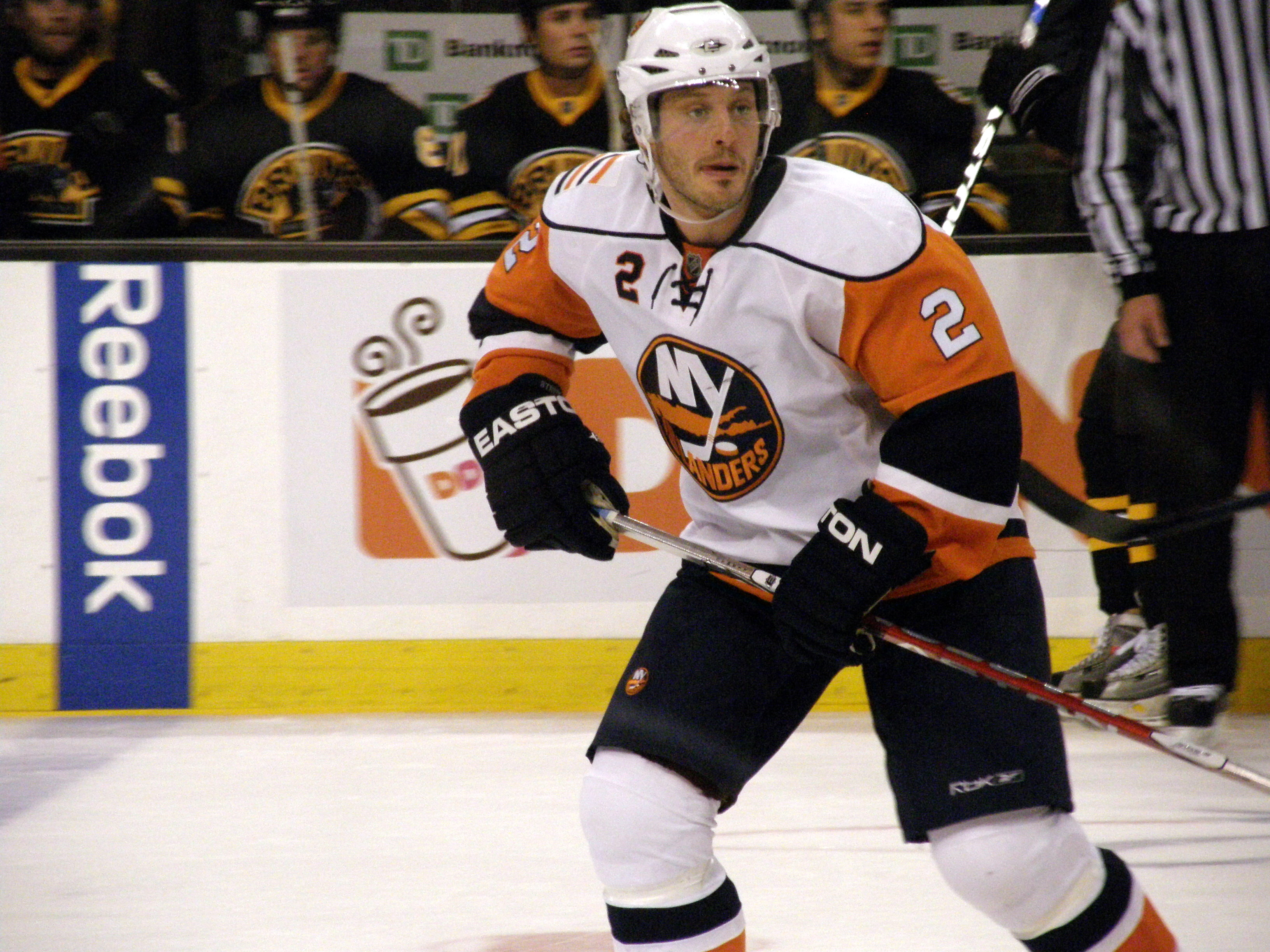
Mark Streit v desu New York Islanders

Mark Streit (*11. prosinec 1977, Englisberg, Švýcarsko) je bývalý švýcarský hokejový obránce. V sezoně 2016/2017 se mu podařil získat s týmem Pittsburgh Penguins Stanley Cup. O 2 roky později ukončil sportovní kariéru. Od roku 2020 je členem Síně slávy IIHF.

## Klubová kariéra
Začínal v týmu Fribourg-Gottéron ve švýcarské lize, poté působil ve stejné soutěži v HC Davos a ZSC Lions v Curychu. Draftován byl v roce 2004 jako celkově 262. Montreal Canadiens. Tam se také v sezóně 2005/06 prosadil do prvního týmu a začal pravidelně nastupovat. Od sezóny 2008/09 hraje za New York Islanders. Patří k nejproduktivnějším obráncům NHL (v ročníku 2007/08 skončil mezi obránci v bodování třetí za Niklasem Lidströmem a Sergejem Gončarem s 62 body v 81 utkáních. Celkově do konce sezóny 2009/10 v NHL odehrál 361 zápasů a zaznamenal 214 kanadských bodů.
Celou sezónu 2010/2011 vynechal pro zranění ramene. 28. června 2013 podepsal s týmem Philadelphia Flyers čtyřletou smlouvu, za kterou si přijde na 21 miliónů amerických dolarů.

## Klubové statistiky
| Sezona     | Klub                     | Soutěž     | Základní část | Základní část | Základní část | Základní část | Základní část | Play off | Play off | Play off | Play off | Play off |
| Sezona     | Klub                     | Soutěž     | Z             | G             | A             | B             | TM            | Z        | G        | A        | B        | TM       |
| ---------- | ------------------------ | ---------- | ------------- | ------------- | ------------- | ------------- | ------------- | -------- | -------- | -------- | -------- | -------- |
| 1995/1996  | Fribourg-Gottéron        | NLA        | 34            | 2             | 2             | 4             | 6             | 4        | 0        | 0        | 0        | 2        |
| 1996/1997  | HC Davos                 | NLA        | 46            | 2             | 9             | 11            | 18            | 6        | 0        | 0        | 0        | 0        |
| 1997/1998  | HC Davos                 | NLA        | 38            | 4             | 10            | 14            | 4             | 18       | 1        | 5        | 6        | 20       |
| 1998/1999  | HC Davos                 | NLA        | 44            | 7             | 18            | 25            | 42            | 6        | 3        | 3        | 6        | 8        |
| 1999/2000  | Tallahassee Tiger Sharks | ECHL       | 14            | 0             | 5             | 5             | 16            | —        | —        | —        | —        | —        |
| 1999/2000  | Utah Grizzlies           | IHL        | 1             | 0             | 1             | 1             | 2             | —        | —        | —        | —        | —        |
| 1999/2000  | Springfield Falcons      | AHL        | 43            | 3             | 12            | 15            | 18            | 5        | 0        | 0        | 0        | 2        |
| 2000/2001  | ZSC Lions                | NLA        | 44            | 5             | 11            | 16            | 48            | 16       | 2        | 5        | 7        | 37       |
| 2001/2002  | ZSC Lions                | NLA        | 28            | 7             | 16            | 23            | 36            | 14       | 0        | 6        | 6        | 10       |
| 2002/2003  | ZSC Lions                | NLA        | 37            | 4             | 20            | 24            | 62            | 12       | 1        | 7        | 8        | 2        |
| 2003/2004  | ZSC Lions                | NLA        | 48            | 12            | 24            | 36            | 78            | 13       | 5        | 2        | 7        | 14       |
| 2004/2005  | ZSC Lions                | NLA        | 44            | 14            | 29            | 43            | 46            | 15       | 4        | 11       | 15       | 20       |
| 2005/2006  | Montreal Canadiens       | NHL        | 48            | 2             | 9             | 11            | 28            | 1        | 0        | 0        | 0        | 0        |
| 2006/2007  | Montreal Canadiens       | NHL        | 76            | 10            | 26            | 36            | 14            | —        | —        | —        | —        | —        |
| 2007/2008  | Montreal Canadiens       | NHL        | 81            | 13            | 49            | 62            | 28            | 11       | 1        | 3        | 4        | 8        |
| 2008/2009  | New York Islanders       | NHL        | 74            | 16            | 40            | 56            | 62            | —        | —        | —        | —        | —        |
| 2009/2010  | New York Islanders       | NHL        | 82            | 11            | 38            | 49            | 48            | —        | —        | —        | —        | —        |
| 2010/2011  | New York Islanders       | NHL        | —             | —             | —             | —             | —             | —        | —        | —        | —        | —        |
| 2011/2012  | New York Islanders       | NHL        | 82            | 7             | 40            | 47            | 46            | —        | —        | —        | —        | —        |
| 2012/2013  | SC Bern                  | NLA        | 32            | 7             | 19            | 26            | 30            | —        | —        | —        | —        | —        |
| 2012/2013  | New York Islanders       | NHL        | 48            | 6             | 21            | 27            | 22            | 6        | 2        | 3        | 5        | 4        |
| 2013/2014  | Philadelphia Flyers      | NHL        | 82            | 10            | 34            | 44            | 44            | 7        | 1        | 2        | 3        | 0        |
| 2014/2015  | Philadelphia Flyers      | NHL        | 81            | 9             | 43            | 52            | 36            | —        | —        | —        | —        | —        |
| 2015/2016  | Philadelphia Flyers      | NHL        | 62            | 6             | 16            | 23            | 18            | 6        | 0        | 1        | 1        | 6        |
| 2016/2017  | Philadelphia Flyers      | NHL        | 49            | 5             | 16            | 21            | 22            | —        | —        | —        | —        | —        |
| 2016/2017  | Pittsburgh Penguins      | NHL        | 19            | 1             | 5             | 6             | 6             | 3        | 0        | 2        | 2        | 0        |
| 2017/2018  | Montreal Canadiens       | NHL        | 2             | 0             | 0             | 0             | 0             | —        | —        | —        | —        | —        |
| NHL celkem | NHL celkem               | NHL celkem | 786           | 96            | 338           | 434           | 374           | 34       | 4        | 11       | 15       | 18       |

## Reprezentační kariéra
V letech 1996 a 1997 reprezentoval Švýcarsko na dvou mistrovstvích světa juniorů do 20 let. V seniorské reprezentaci se na mistrovství světa poprvé objevil v roce 1998, v domácím prostředí. Švýcarský národní tým tehdy vybojoval překvapivé čtvrté místo. V letech 1998 až 2007 startoval Mark Streit na deseti světových šampionátech v řadě. Nejlepšího individuálního výsledku dosáhl v roce 2005, když v zaznamenal sedm bodů v sedmi utkáních. Dosud své poslední mistrovství světa odehrál v roce 2015. Účastnil se také třech olympijských turnajů (v letech 2002, 2006 a 2010. Nejvýrazněji se zapsal na olympiádě v roce 2006, kdy v základní skupině proti České republice vstřelil vítězný gól a přihrál na gól ve vítězném utkání proti Kanadě.

### Reprezentační statistiky
| 1995                   | Švýcarsko              | MEJ                    | 5   | 1  | 2  | 3  | 6  |
| 1996                   | Švýcarsko              | MSJ                    | 5   | 1  | 0  | 1  | 4  |
| 1997                   | Švýcarsko              | MSJ                    | 6   | 2  | 0  | 2  | 31 |
| 1998                   | Švýcarsko              | MS                     | 9   | 0  | 0  | 0  | 2  |
| 1999                   | Švýcarsko              | MS                     | 6   | 4  | 0  | 4  | 2  |
| 2000                   | Švýcarsko              | MS                     | 7   | 0  | 1  | 1  | 4  |
| 2001                   | Švýcarsko              | MS                     | 6   | 0  | 3  | 3  | 2  |
| 2002                   | Švýcarsko              | MS                     | 6   | 0  | 3  | 3  | 4  |
| 2003                   | Švýcarsko              | MS                     | 7   | 0  | 4  | 4  | 10 |
| 2004                   | Švýcarsko              | MS                     | 7   | 1  | 1  | 2  | 2  |
| 2005                   | Švýcarsko              | MS                     | 7   | 1  | 6  | 7  | 4  |
| 2006                   | Švýcarsko              | ZOH                    | 6   | 2  | 1  | 3  | 6  |
| 2006                   | Švýcarsko              | MS                     | 6   | 0  | 3  | 3  | 6  |
| 2007                   | Švýcarsko              | MS                     | 7   | 1  | 3  | 4  | 6  |
| 2009                   | Švýcarsko              | MS                     | 6   | 1  | 4  | 5  | 8  |
| 2010                   | Švýcarsko              | ZOH                    | 5   | 0  | 3  | 3  | 0  |
| 2012                   | Švýcarsko              | MS                     | 7   | 2  | 2  | 4  | 6  |
| 2015                   | Švýcarsko              | MS                     | 8   | 0  | 2  | 2  | 6  |
| Juniorská reprezentace | Juniorská reprezentace | Juniorská reprezentace | 11  | 3  | 0  | 3  | 35 |
| Seniorská reprezentace | Seniorská reprezentace | Seniorská reprezentace | 100 | 12 | 36 | 48 | 68 |